# Lukas Engel
Lukas Engel, né le 14 décembre 1998 à Kastrup au Danemark, est un footballeur danois qui joue au poste d'arrière gauche au FC Cincinnati, en prêt du Middlesbrough FC.

## Biographie

### Fermad Amager
Né à Kastrup au Danemark, Lukas Engel est formé au Kastrup Boldklub. Le 2 juin 2017 il rejoint à 18 ans le Fremad Amager, qui évolue alors en deuxième division danoise. C'est avec ce club qu'il fait ses débuts en professionnel, jouant son premier match le 30 juillet 2017, lors de la première journée de la saison 2017-2018 face au Vendsyssel FF. Il entre en jeu à la place de Morten Nordstrand et son équipe s'incline par deux buts à zéro.

### Vejle BK
En 1er février 2021, Lukas Engel s'engage en faveur Vejle BK pour un contrat courant jusqu'en juin 2024,. Il découvre alors la Superligaen, l'élite du football danois. Il joue son premier match sous ses nouvelles couleurs lors d'un match de championnat face à l'AGF Aarhus le 2 février 2021. Il entre en jeu à la place de Lundrim Hetemi (en) et les deux équipes se neutralisent (0-0).
Le 22 septembre 2021, Engel se fait remarquer en réalisant un doublé en coupe du Danemark face au Vanløse IF. Titularisé ce jour-là au poste d'ailier droit, il marque deux buts dans les tout derniers instants du match entre la 90e et la 93 minutes, contribuant ainsi à la victoire des siens par quatre buts à trois.

### Silkeborg IF
En janvier 2022, il rejoint le Silkeborg IF sous forme de prêt jusqu'à la fin de la saison.
Le 2 mai 2022, il s'illustre en étant l'auteur d'un doublé en Superligaen, lors de la réception de l'Aalborg BK (victoire 4-2).
Au terme de son prêt il ne retourne pas à Vejle, qui est relégué à l'issue de la saison, et s'engage définitivement au Silkeborg IF où il a convaincu durant les six derniers mois, prenant une place régulière dans l'équipe. Il signe un contrat de cinq ans, soit jusqu'en juin 2027.

### Middlesbrough FC
Le 15 août 2023, Lukas Engel rejoint l'Angleterre afin de s'engager en faveur du Middlesbrough FC. Il signe un contrat de quatre ans, soit jusqu'en juin 2027,.
Engel inscrit son premier but pour Middlesbrough le 13 janvier 2024, à l'occasion d'une rencontre de championnat face au Millwall FC. Titularisé, il marque le but égalisateur de son équipe, qui s'impose finalement par trois buts à un,.